# Magda Rasmusson
Magda Mo Karna Maria Rasmusson, född 14 augusti 1992 i Farsta församling, Stockholms län, är en svensk politiker (miljöpartist), som var riksdagsledamot (tjänstgörande ersättare för Per Olsson respektive Maria Ferm) 2015 för Stockholms kommuns valkrets. Hon var språkrör för Grön Ungdom tillsammans med Lorentz Tovatt under perioden 16 februari 2013–13 februari 2016..
Rasmusson har haft flera interna uppdrag i Miljöpartiet och ungdomsförbundet på både regional och riksnivå. Rasmusson är även medgrundare av Supermiljöbloggen och har varit utbildare för projektet Ung&Dum, som drivs av Sveriges elevråd – SVEA, Centrum mot rasism och Rädda Barnens Ungdomsförbund.  
Rasmusson har som språkrör varit aktiv i migrationsdebatten där hon argumenterat för öppna gränser och som debattör i genuspolitiska sammanhang.